# SZK–5

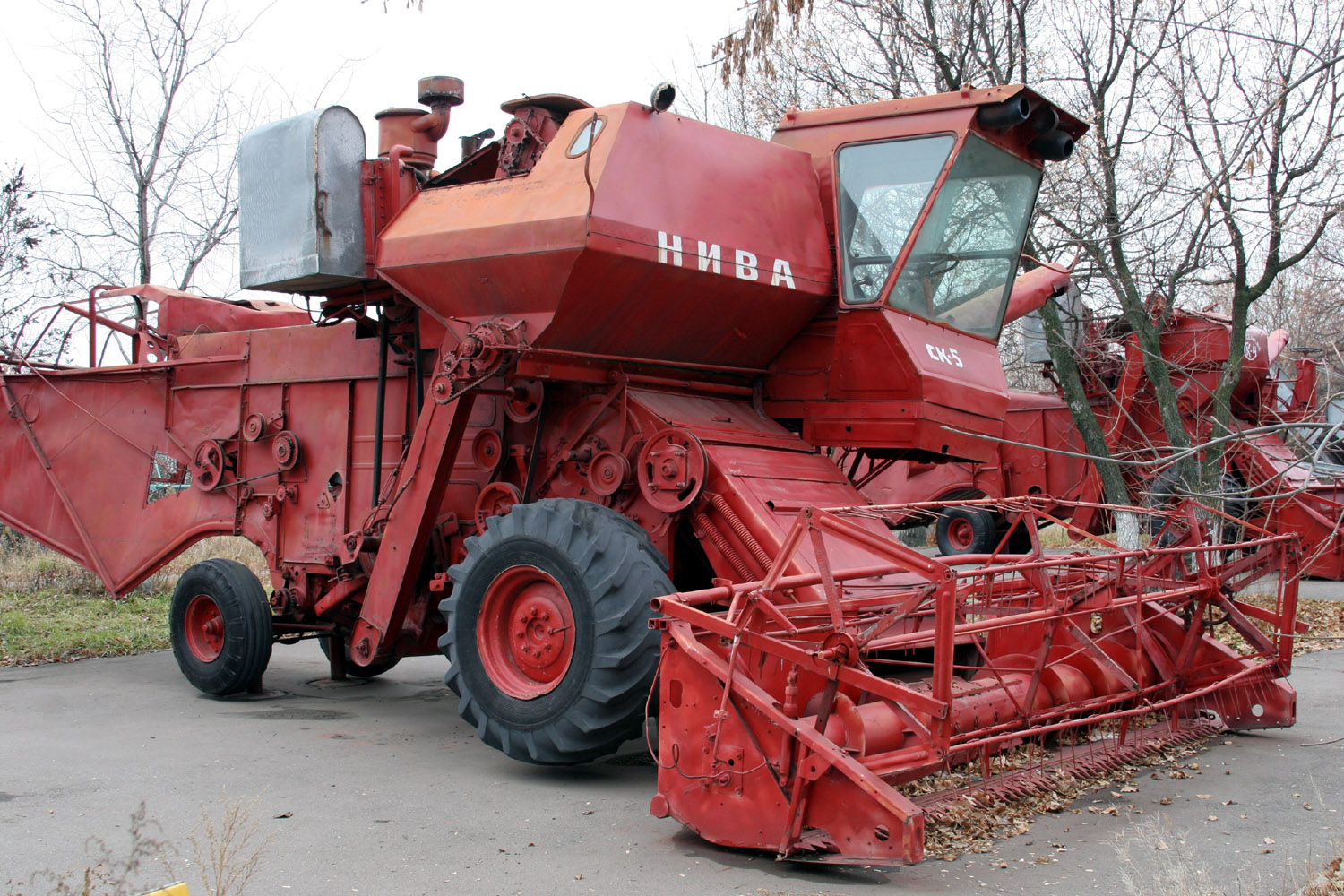
Az SZK–5 arató-cséplőgép

A SZK–5 Nyiva (oroszul: СК–5 — Самоходный Комбайн, magyar átírásban: Szamohodnij Kombajn, magyarul: önjáró kombájn) szovjet, hagyományos keresztdobos cséplőszerkezetű arató-cséplőgép (gabonakombájn), melyet 1974-től gyártott a Rosztovi Kombájngyár (ma: Rosztszelmas). A típusjelzésben a szám az 5 kg/s-os áteresztőképességre utal. Az SZK–4 továbbfejlesztett változata. Az 1970-es évek elejétől a magyarországi mezőgazdasági üzemek is nagy számban alkalmazták. Modernizált változatát Nyiva-Effekt néven 2004-től gyártják.